# Aureli Joaniquet i Extremo
Aureli Joaniquet i Extremo (Forcat, avui integrat a Montanui, Ribagorça 1895 - Barcelona 1963) fou un periodista i polític català, procurador en Corts durant el franquisme.

## Biografia
Havia estat redactor en cap d'El Noticiero Universal i secretari de l'Associació de la Premsa de Barcelona durant la presidència d'Eugeni d'Ors.
Políticament era força monàrquic i conservador, raó per la qual fou secretari de la Unión Monárquica Nacional a Catalunya durant la Segona República Espanyola i membre de l'anomenada Peña Blanca, monàrquics espanyolistes. Cap al 1933 es va unir a Renovación Española fins que el decret d'Unificació de 1937 els va agrupar amb la Falange Española. Durant aquests anys fou secretari del comte d'Egara, de qui en va fer posteriorment una biografia, i durant la guerra civil espanyola va passar a Burgos.
Durant la postguerra, com un dels més destacats catalans de Franco, fou tinent d'alcalde regidor de proveïments de l'ajuntament de Barcelona sota l'alcaldia de Miquel Mateu i Pla. En 1943 fou conseller nacional i procurador en corts per designació directa de Francisco Franco. Uns anys després es va adherir obertament al comte de Barcelona i fou destituït dels seus càrrecs.

## Obres
- La reforma agrària a Catalunya. Defensa de la propietat rústica catalana i disposicions de caràcter agrari que deuen tenir-se en compte (1933)
- Calvo Sotelo. Una vida fecunda. Un ideario político. Una doctrina económica (1939)
- Alfonso Sala Argemí, conde de Egara (1955)